# Untere Leitschschneidmühle
Untere Leitschschneidmühle ist eine Wüstung auf dem Gemeindegebiet des Marktes Steinwiesen im Landkreis Kronach (Oberfranken, Bayern).

## Geographie
Die Einöde lag auf einer Höhe von 401 m ü. NHN im tief eingeschnittenen Tal der Großen Leitsch und war allseits von Wald umgeben. Neufang lag 2 Kilometer westlich von der Unteren Leitschschneidmühle.

## Geschichte
Gegen Ende des 18. Jahrhunderts gehörte die Untere Leitschschneidmühle zur Realgemeinde Neufang. Das Hochgericht übte das bambergische Centamt Kronach aus. Das Kastenamt Kronach war Grundherr der Schneidmühle.
Mit dem Gemeindeedikt wurde Untere Leitschschneidmühle dem 1808 gebildeten Steuerdistrikt Neufang und der 1818 gebildeten Ruralgemeinde Neufang zugewiesen. In den amtlichen Ortsverzeichnissen nach 1928 wird der Ort nicht mehr aufgelistet, es findet sich jedoch in einer topographischen Karte von 1941 noch ein Eintrag für den Ort. Heute befinden sich an ihrer Stelle zwei Nebengebäude.

### Einwohnerentwicklung
| Jahr      | 001818 | 001900 | 001925 |
| Einwohner |        | 6      | 4      |
| Häuser    | 1      | 1      | 1      |
| Quelle    | [ 3 ]  | [ 7 ]  | [ 8 ]  |

## Religion
Der Ort war römisch-katholisch geprägt und nach St. Laurentius (Neufang) gepfarrt.